# Яново (озеро)
Яно́во, Яно́вское (бел. Яно́ва, Янаўскае) — озеро в Полоцком районе Витебской области на границе с Ушачским районом. Входит в Ушачскую группу озёр. Относится к бассейну реки Дива, впадающей в водоём. Через систему других озёр сообщается с рекой Туровлянка, притоком Западной Двины.

## География
Озеро Яново расположено в 23 км на юг от Полоцка и 3 км от озера Гомель. Высота над уровнем моря составляет 127,6 м.
Около озера находятся деревни Бикульничи, Святица, Масенково (в составе Гомельского сельсовета Полоцкого района), Уволоки, Леснёвщина (в составе Сорочинского сельсовета Ушачского района), Яново, Прудок (в составе Веркудского сельсовета Ушачского района). К западу от озера проходит автомобильная дорога Р46 Полоцк — Лепель — граница России.
Площадь поверхности озера составляет 7,71 км². Длина — 6,5 км, наибольшая ширина — 2,2 км, длина береговой линии — 25 км. Наибольшая глубина — 13,2 м, средняя — 5,4 м. Объём воды в озере — 41,76 млн м³. Площадь водосбора составляет 721 км².

## Морфология
Котловина озера Яново подпрудного типа, лопастной формы, вытянута с юго-запада на северо-восток и врезана в толщу моренных суглинков. В западной части присутствуют два узких длинных залива, имеющие названия Северный Рог и Южный Рог. В северо-восточной части также имеется несколько небольших заливов. Склоны котловины высотой до 12 метров, преимущественно пологие, покрытые лесом, местами распаханные. Вдоль южного и северного берегов проходит надпойменная терраса высотой до 2 м, сложенная из супесчаных отложений и местами галечника.
Берега высотой до 1 м, песчаные, местами песчано-галечниковые, глинистые или завалуненные. Восточный и южный берега местами низкие, заболоченные, сливающиеся с заболоченной низиной.
Литоральная зона шириной до 100 метров, покрытая песком, переходит в хорошо выраженный сублиторальный склон, выстеленный заиленным песком и илом. Глубины до 2 м занимают около 20 % площади озера, глубины до 4 м — 42,8 % площади. Глубина постепенно увеличивается по мере движения от северного берега к южному. Наибольшие глубины расположены у южного берега озера. Около 70 % площади дна покрыто кремнезёмистым сапропелем.
Запасы сапропеля составляют 12,5 млн м³, средняя мощность отложений — 2,6 м, максимальная — 6 м. Естественная влажность — 86 %, зольность — 60—72 %, водородный показатель — 5,9—7,4. Содержание в сухом остатке: азота — 1,7 %, окислов кальция — 2,8—5,2 %, калия — 2,2 %, фосфора — 0,4—1,2 %. Наиболее богат органическим веществом сапропель в заливе Южный Рог.

## Гидрография
Ввиду сложной конфигурации озёрного ложа водная толща подвергается ветровому перемешиванию не на всей площади озера. В результате на глубоких участках круглый год отмечается значительное падение содержания кислорода с ростом глубины, однако дефицит кислорода в придонных слоях не достигает катастрофических величин. Летом по той же причине местами возникает температурная стратификация.
Средняя минерализация воды составляет 250 мг/л. Прозрачность зимой достигает 1,5 м, летом уменьшаясь до 1 м. В летний период цветность воды на глубине может достигать 70°, а водородный показатель в поверхностных слоях — 8,79. Окисляемость воды достаточно велика и составляет 7—8 мг/л. Эти признаки указывают на эвтрофность озера.
Сложное строение ложа влечёт за собой невысокую степень проточности озера. Приходную часть водного баланса обеспечивает приток поверхностных вод. Расход воды примерно пополам обеспечивают сток через речку Туржец (Турчанка) и испарение с водного зеркала.
В Яново впадает река Дива, соединяющая его с озером Паульское, и несколько ручьёв, в том числе из озера Адворенское. Рекой Туржец (бел. Туржэц; в некоторых источниках называется продолжением Дивы) Яново связано с озером Щаты.

## Флора и фауна
Благодаря открытости котловины и узости мелководья озеро зарастает слабо, несмотря на эвтрофный режим насыщения. Надводная растительность представлена камышом и тростником, которые образуют разреженную полосу шириной от 20 до 70 м, а возле высоких берегов почти отсутствуют. В заливах распространены кувшинка, кубышка, рдесты. Подводная растительность распространяется на расстояние до 200 м от берегов.
Фитопланктон массово развивается в летнее время. В его составе обнаружено 74 вида, среди которых преобладают сине-зелёные водоросли. Общая его биомасса составляет 12 г/м³. Зоопланктон представлен 25 видами, а объём его биомассы — всего 1,66 г/м³, что нетипично для эвтрофных водоёмов. Зообентос представлен 42 видами, среди которых преобладают личинки комаров-звонцов; биомасса — 5—7 г/м².
В озере водятся: лещ, судак, щука, язь, линь, карась, окунь, плотва, густера, уклейка, краснопёрка и другие виды рыб, а также раки. Озеро зарыблялось сазаном и речным угрём.

## Экологическая обстановка
Негативное влияние на экосистему озера оказывают сброс болотных вод через систему мелиорационных каналов, повышение уровня воды из-за функционирования Гомельской ГЭС и поступление сельскохозяйственных стоков.